# Rhodri Molwynog ap Idwal
Rhodri ap Idwal (690? — 754?) (En latin Rodericus, en anglais Roderick), également connu sous le nom de Rhodri Molwynog (Le Chauve et Morne) fut un roi de Gwynedd.
Peu de choses sont connues de la vie et des réalisations de ce roi. Fils d’Idwal Iwrch et de la princesse Angharad, il succéde à son père vers 720, mais la date est encore débattue (certains proposent 712, 722 ou encore 730).
Selon la tradition populaire, Rhodri aurait envahi et occupé la Dumnonia insulaire pendant un certain temps, avant de s’en faire déloger par les Saxons. Il est possible que cette histoire soit apocryphe et certains suggèrent que Rhodri se serait plutôt concentré sur la fortification de l’île d’Anglesey qui était déjà à l’époque le bastion du royaume. Cette hypothèse découle du fait qu’Æthelbald, roi de Mercie, maintenait la pression sur les royaumes du Pays de Galles, contraignant Rhodri à la défensive. Selon les Annales Cambriae en 754 Rhodri « roi des Bretons » meurt.
Selon une légende Rhodri épousa Margaret ferch Duplory, une princesse Irlandaise qui lui donna un fils du nom de Cynan. Étant donné le peu d’informations sûres dont on dispose sur cette période de l'histoire du pays de Galles, on ne connaît pas de façon certaine le successeur de Rhodri. Le candidat le plus probable semble être Caradog ap Meirion, un lointain cousin.

## Sources
- (en) Mike Ashley The Mammoth Book of British Kings & Queens Robinson (Londres 1998)   (ISBN 1841190969) « Rhodri Molwynog ap Idwal Gwynedd  c720 - c754 » p. 147-148.
- (en) Peter Bartrum, A Welsh Classical Dictionary : People in History and Legend Up to about A.D. 1000, Aberystwyth, National Library of Wales, 1993, 649 p. (ISBN 978-0-907158-73-8), p. 638 RHODRI MOLWYNOG ab IDWAL IWRCH. (d.754).